# Medicina tradicional amazónica

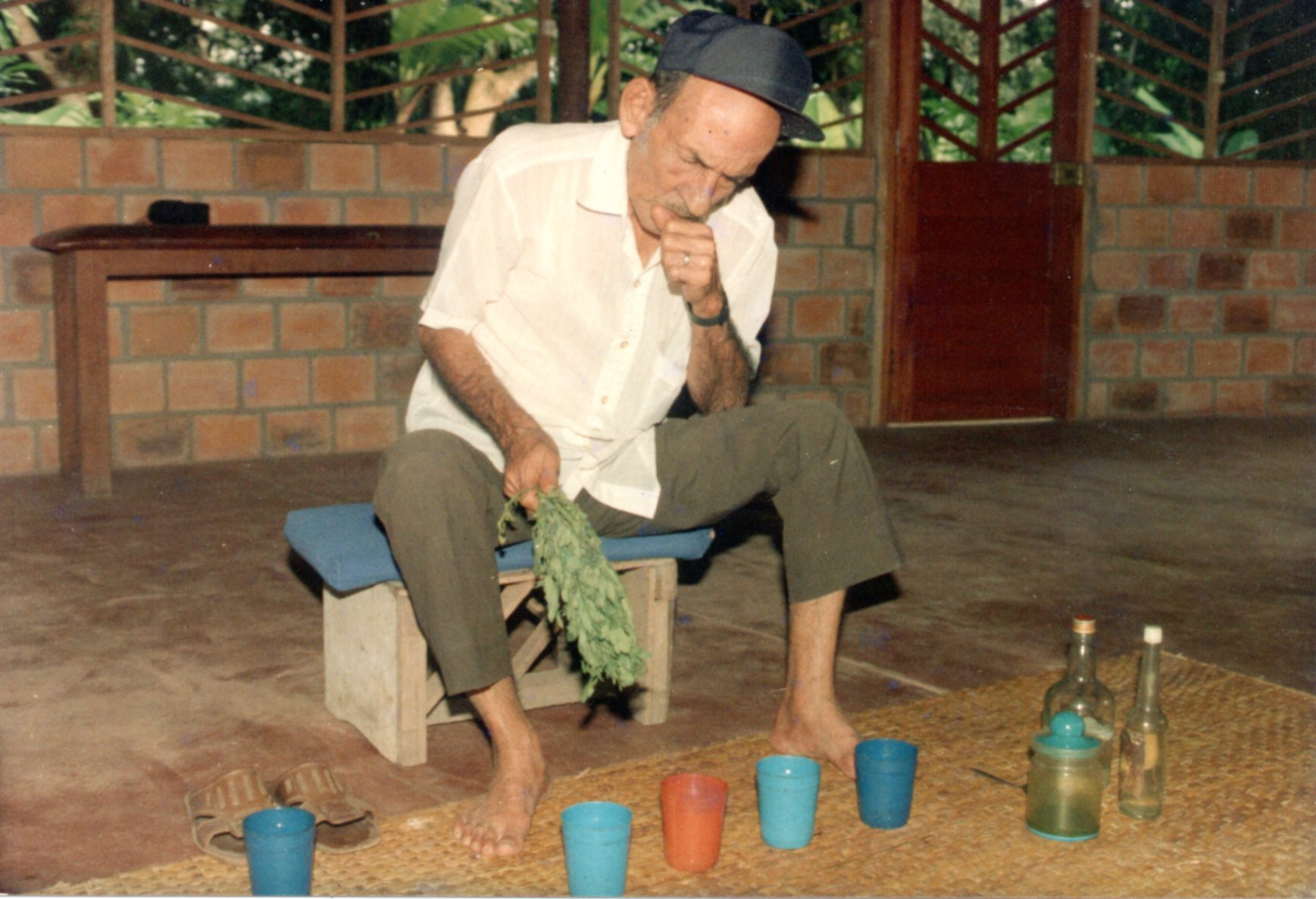
Médico de medicina tradicional amazónica

La medicina tradicional amazónica se configura como un sistema de salud ancestral no alopático milenario, arraigado en las cosmovisiones, saberes y prácticas de las comunidades indígenas de la región amazónica. Este sistema de medicina se sustenta en un profundo conocimiento de las propiedades terapéuticas de las plantas medicinales de la región, rituales sagrados y técnicas curativas que han sido transmitidas de generación en generación. A pesar de su asociación predominante con la utilización de remedios vegetales, la medicina tradicional amazónica constituye un amplio sistema de salud reconocido en las leyes y regulaciones de Perú, Bolivia, Brasil, Colombia y Ecuador. La medicina tradicional amazónica amalgama diversos conceptos y métodos provenientes de las diversas cosmovisiones y herencias culturales de los pueblos indígenas que habitan la Amazonía. Estas concepciones derivan primordialmente de la consideración cosmogónica indígena sobre la interconexión intrínseca que existe entre el cuerpo, la mente, el espíritu y sus interacciones con el entorno natural circundante.

## Importancia cultural

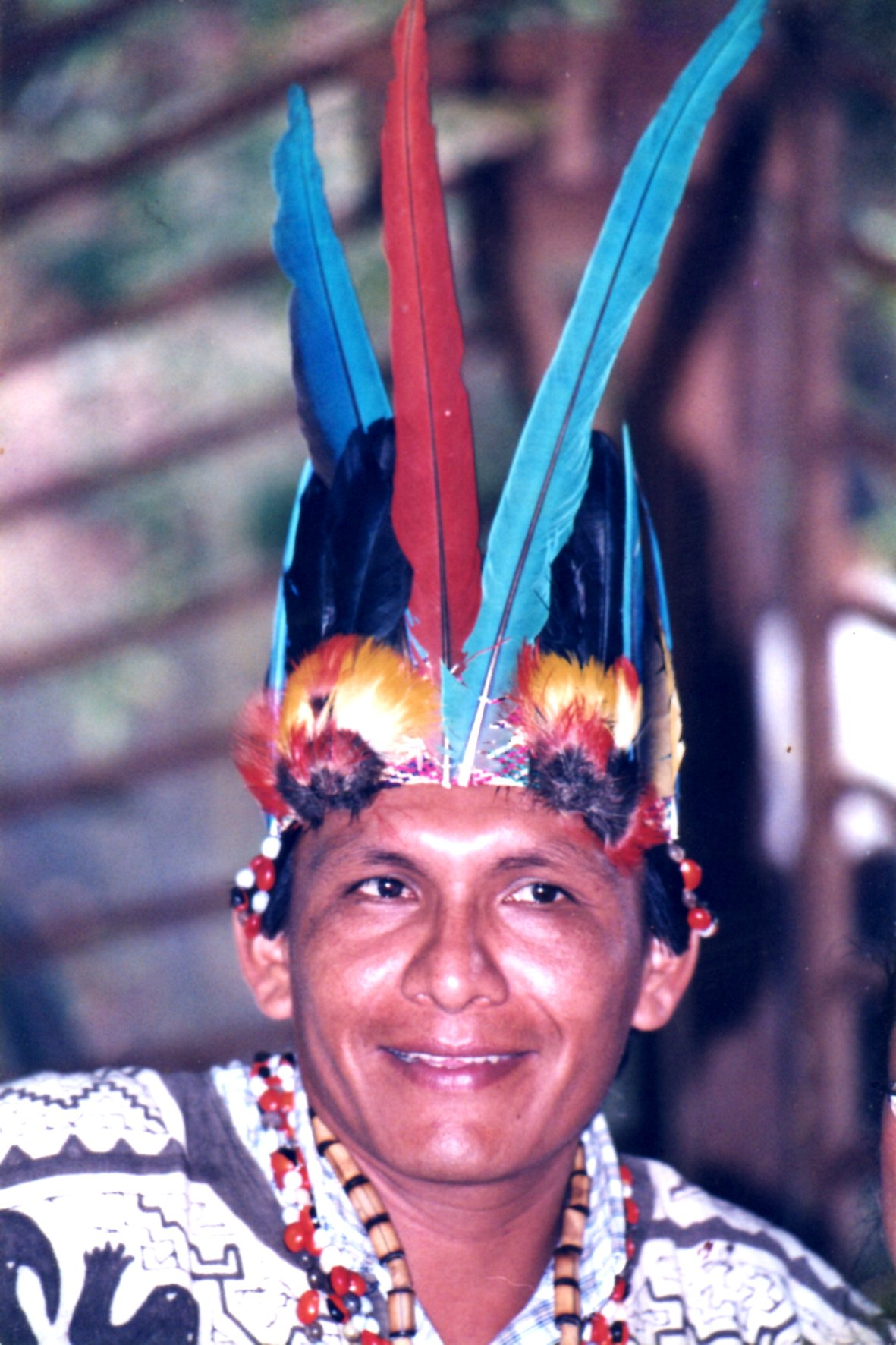
Curandero de la región de Tarapoto, San Martín, alta Amazonía peruana.

Los conocimientos y prácticas que han sido desarrollados por los pueblos indígenas de la Amazonía durante siglos y que conforman la medicina ancestral amazónica tienen múltiples componentes, interacciones y aplicaciones en campos como la etnobotánica, la medicina, la cultura, la biodiversidad, la etnobotánica y la psicofarmacología, la antropología, la etnología, la psicología o la economía, por mencionar algunos.
Si bien los saberes ancestrales de la medicina tradicional amazónica han pervivido en buena parte a pesar de la colonización española y brasileña, sus prácticas han incorporado varios sistemas de creencias que llegaron a la región amazónica debido a la colonización. Los escritos de los primeros colonos españoles (principalmente sacerdotes jesuitas) sobre las culturas indígenas en las Américas describen el uso de técnicas de curación ritual que implicaban estados modificados de conciencia. Existen reportes de tradiciones que datan del período incaico, en los que se describen poderosos sanadores y hechiceros que vivieron en selvas tropicales y en tierras altas forestales, considerados como intermediarios entre el “Mundo Superior” y el “Mundo Inferior”.
El obispo español Martínez de Compañón incluyó en su Códice de Trujillo del Perú, conocido como Códice Martínez Compañón (escrito entre 1735 y 1797, editado entre 1978 y 1991) alrededor de 1380 acuarelas y descripciones sobre las costumbres etnográficas y lingüísticas, personalidades y los usos y costumbres de la medicina ancestral amazónica durante su viaje a lo largo de su diócesis en Perú. El mestizaje post-hispánico y el fenómeno reciente de la globalización ha afectado en cierto modo a la medicina tradicional amazónica, siendo practicada hoy en día no sólo por grupos nativos como los shipibo-conibo, los shuar, los asháninca, los cofán, los siona, entre muchos otros, sino por mestizos y occidentales que se han acercado a estos conocimientos ancestrales.
Los médicos tradicionales amazónicos, también conocidos como curanderos o, más modernamente como chamanes, tienen un vasto conocimiento de las propiedades medicinales de las plantas y otros recursos naturales de la selva. También tienen una profunda comprensión de la cosmovisión indígena, lo que les permite abordar las enfermedades desde una perspectiva integral a partir de su cosmovisión y de sus saberes tradicionales sobre etnomedicina.

## Usos etnomedicinales
La medicina tradicional amazónica considera e integra la dimensión del ser humano como un todo y no parte solamente de sus síntomas físicos. También tiene en cuenta los aspectos emocionales, espirituales y sociales de la salud.
La medicina tradicional amazónica se utiliza para tratar una amplia gama de enfermedades, incluyendo:
- Enfermedades infecciosas, como la malaria,[18][19] la leishmaniasis[20][21] y enfermedades parasitarias.[22]
- Enfermedades respiratorias,[23] como la bronquitis y el asma[24]
- Enfermedades digestivas, como la diarrea[25] y las úlceras[26]
- Enfermedades de la piel, como el eczema y la psoriasis[27]
- Enfermedades musculares y esqueléticas, como el artritis y el reumatismo[28]
- Enfermedades mentales,[29] como la ansiedad[30] y la depresión[31][32][33]

La medicina tradicional amazónica también se utiliza para promover la salud y el bienestar general. Por ejemplo, los curanderos tradicionales pueden recomendar plantas o rituales específicos para mejorar la fertilidad, aumentar la energía o fortalecer el sistema inmunológico.

## Los curanderos

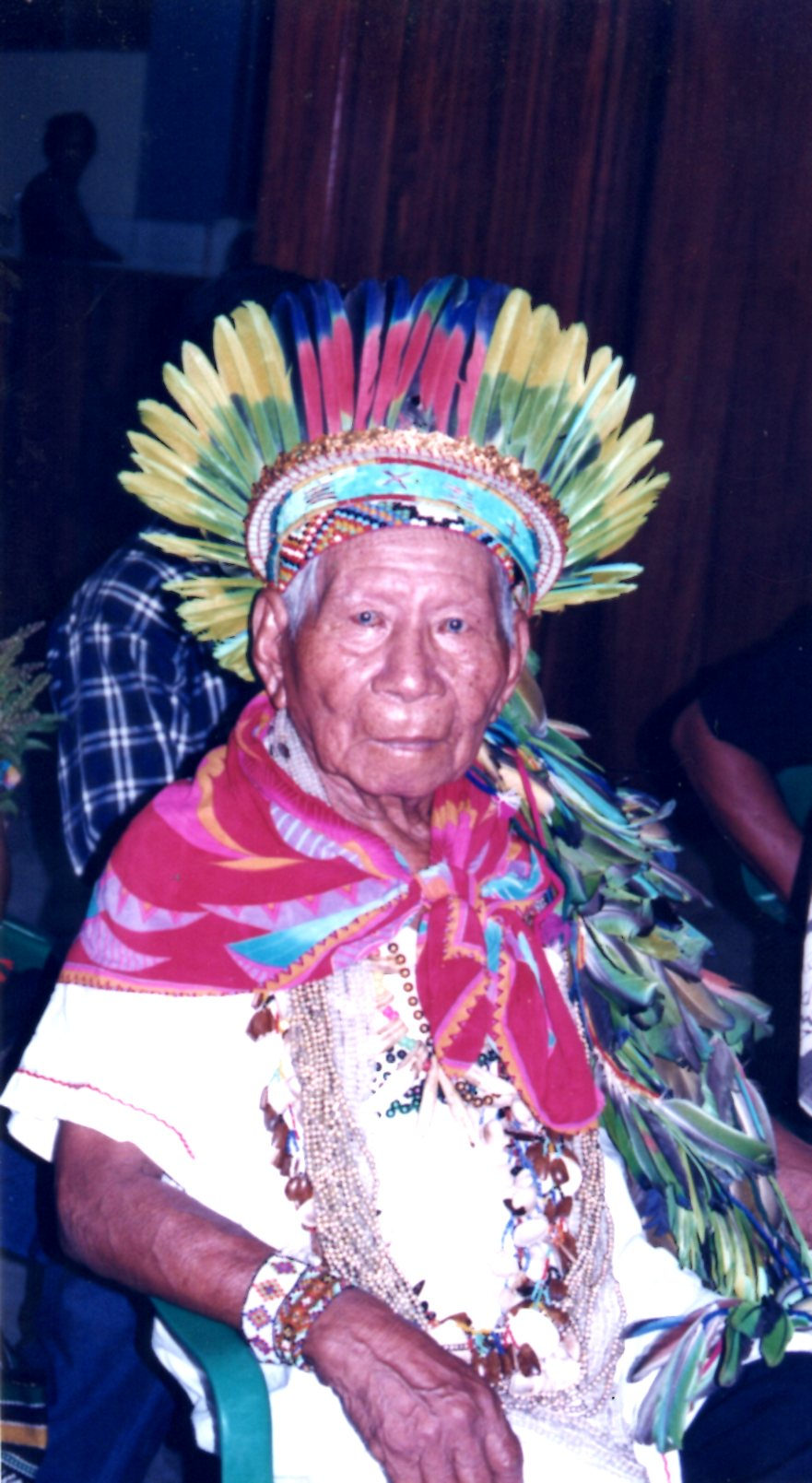
Curandero colombiano Francisco Piaguaje

La medicina tradicional amazónica es muy diversa y existen diferentes categorías de prácticas y de médicos tradicionales amazónicos. Entre ellos están los llamados hueseros o sobanderos, los maestros vegetalistas especializados en dietas amazónicas de plantas maestras, los ayahuasqueros, los toeceros o maestros de toé, los camalongueros, los perfumeros, los oracioneros, los sanangueros, los paleros, o los tabaqueros.
Si bien todos ellos pueden agruparse bajo la categoría de curanderos o médicos de medicina tradicional amazónica, existe una distinción ancestral entre los curanderos y los brujos o hechiceros.
Esta distinción, es una noción de difícil examen y comprensión para la antropología y la ciencia occidental, pero está muy arraigada en el contexto de la medicina tradicional amazónica. En el contexto étnico-cultural y cosmogónico amazónico, los brujos se dedican al mal, realizando prácticas de hechizería y brujería como amarres, puzangasy el lanzamientos de virotes. Los curanderos, por el contrario, se enfocan en curar a sus pacientes y lidian con enfermedades físicas, psicológicas o espirituales derivadas de varios conceptos. Las guerras de poder entre brujos y curanderos y sus luchas espirituales han sido bien descritas por varios autores.

## Fundamentos de la medicina ancestral amazónica

### Cosmovisión indígena y la enfermedad
La visión del mundo de los pueblos y naciones indígenas amazónicos mantiene una estrecha conexión entre las personas, su entorno natural, la espiritualidad, la vida comunitaria y su organización, así como los saberes ancestrales que son una parte integral de la vida diaria de estas comunidades indígenas en la Amazonía.
Según Aurelio Shacal “La concepción amazónica de la cosmovisión nos permite relacionarnos con todos los elementos de la naturaleza en el trabajo, en la vida diaria, en las celebraciones rituales, costumbres; y, entablamos un diálogo con ellos, los consideramos como seres vivos, personificamos y les hablamos en un tono de respeto, cariño. Esta relación recíproca nos permite establecer una verdadera armonía. Todos los fenómenos de la naturaleza están estrechamente relacionados entre sí, nada está aislado, cada elemento es una divinidad que contribuye en el convivir diario de las personas”.
En el proceso constructivo de los conocimientos y saberes amazónicos presentan una organización en la que se establecen niveles secuenciales interconectados.Estos niveles se complementan y coexisten sin conflicto, ya que no se pueden separar, y establecen relaciones entre lo natural y lo sobrenatural, lo religioso y lo ideológico, lo socioeconómico y lo sociocultural, así como la medicina y la educación, en relación con los conocimientos globales que se comparten y practican de manera comunitaria en las diversas poblaciones.El concepto de enfermedad y sus diversas formas de tratamiento, en base a la noción y enfoque de los curanderos tradicionales, es muy diferente al enfoque occidental alopático.Por lo tanto, existe un marco referencial indígena que se diferencia claramente del pensamiento occidental categórico y racional que emergió desde el renacimiento y la ilustración dando lugar al método científico cartesiano moderno que impregna las ciencias occidentales como la medicina, la antropología o la sociología.

### Conexión entre el cuerpo, la mente y el espíritu
En la medicina tradicional amazónica y su cosmovisión se considera al cuerpo, la mente y el espíritu como una unidad. Es por ello que las prácticas de medicina tradicional amazónica están enfocadas al tratamiento integral de esta unidad y los médicos tradicionales consideran que muchas manifestaciones físicas y/o psicológicas preceden a una enfermedad espiritual como el mal de aire, el manchari, el sustoy otras varias que terminan enfermando la mente y el cuerpo del paciente. El uso de purgas, como la purga de tabaco, o de prácticas como la soplada y el uso de cantos sagrados o ikaros, tienen por objeto armonizar los desequilibrios originados en el cuerpo espiritual de la persona alineándolo con la esfera mental y el cuerpo físico.

### Importancia de la naturaleza y la biodiversidad
La naturaleza y su biodiversidad juegan un rol clave en la medicina tradicional amazónica. Ciertos remedios o preparados herbarios sólo pueden recolectarse en ciertas épocas o según los ciclos lunares. Los médicos tradicionales amazónicos dan mucha importancia a lo que llaman “los espíritus de las plantas y de los animales”. En ciertas tradiciones, el uso de plantas psicoactivas como el ayahuasca se usan para establecer los tiempos de caza y el número de presas a cazar así como para comunicarse con “los duendes”, “madres”, o “espíritus de las plantas”, para pedir permiso y establecer cual planta o remedio es el indicado para cada enfermo. Según la tradición, también hay lugares físicos considerados con “cargas negativas” que pueden enfermar a las personas.

### Rol de los rituales y las plantas medicinales

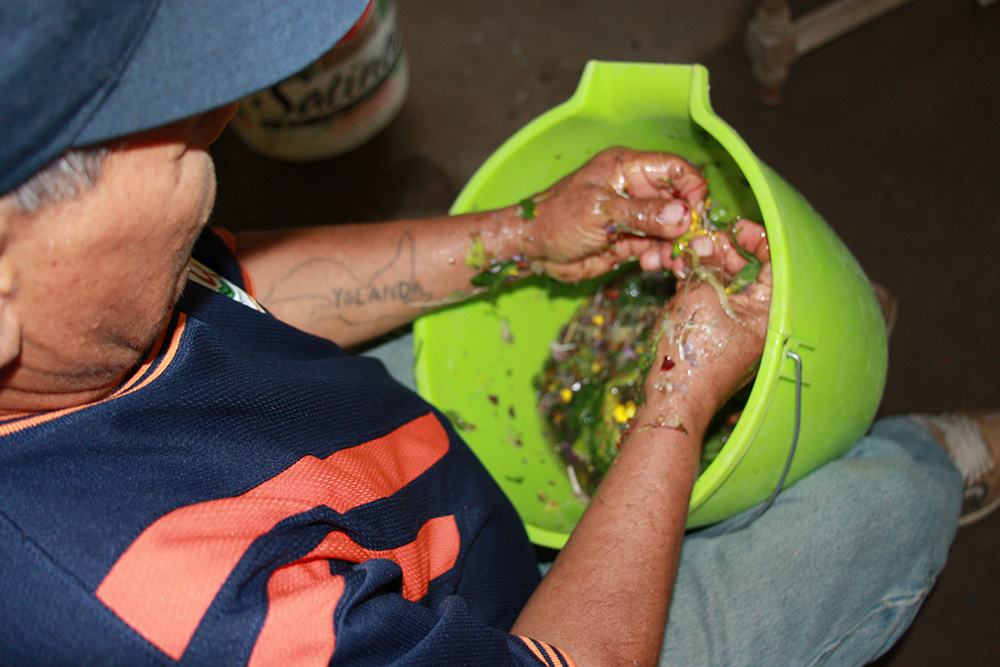
Preparación de baños de florecimiento con plantas medicinales

Existen muchos rituales asociados a la medicina tradicional indígena. Desde los baños con decocción o maceración de plantas, llamados, baños de florecimiento, hasta la soplada o la ikareada, pasando por purgas, sesiones de ayahuasca, o dietas amazónicas de plantas maestras. Estos rituales curanderiles así como las herramientas usadas (el mapacho, la chakapa, el agua de florida, el ikaro, entre otros) pueden variar según la región, la etnia y los usos y costumbres de los médicos tradicionales. Los rituales, su configuración y las restricciones asociadas, han sido transmitidas de linaje en linaje aunque también, de acuerdo con lo que expresan los curanderos, son enseñados por las propias plantas en visiones o sueños.

### Experiencias espirituales y de sanación durante los rituales
Debido a que las plantas maestras pueden inducir a estados modificados de conciencia, ello conlleva una alteración controlada de la percepción de la realidad que permite la emergencia de materiales psico-afectivos y traumas junto a experiencias espirituales muy diversas según el contexto y los participantes. Varios científicos han estudiado este fenómeno.

## Plantas maestras y medicinales de la Amazonía
El concepto de planta maestra proviene de las enseñanzas proveídas en contexto ritualizados que las propias plantas dan a los aprendices o curanderos mediante visiones o en sueños. A grandes rasgos, existen tres grandes grupos de plantas maestras:
- Plantas de purga:·sirven para purgar, limpiar y expulsar energías negativas en el campo o cuerpo físico, energético, psico-afectivo y espiritual del paciente. Entre ellas destacan el tabaco, la rosa sisa, la ayahuasca, la yawar panga, la purgawaska, el ojé, entre otras.[66][67]
- Plantas de visión: se utilizan en ceremonias ritualizadas con fines diagnósticos y de establecer contacto y negociaciones con las entidades sutiles.[68] Entre ellas destacan la ayahuasca, el tabaco,[69] el yopo y la epená (Virola spp.)[70]
- Plantas de dieta: se usan en las dietas amazónicas durante un retiro en aislamiento en un tambo en la selva con restricciones alimentarias, sexuales, y sensoriales entre otras.

La preparación y administración de las plantas maestras es diverso y complejo. Existen ciertas convenciones entre los curanderos sobre la utilización precisa de muchos remedios y preparados a base de plantas maestras para el tratamiento de varias enfermedades. Sin embargo, los remedios finales y su forma de administración pueden variar según el médico tradicional amazónico. 
La planta medicinal del tabaco amazónico, conocido como mapacho, tiene un rol central y es considerada como la planta medicinal más importante en toda la Amazonía con usos muy diversos. Existen reportes sobre el uso del tabaco medicinal desde el pleistocenoy entre los incas.

## Investigación científica, estudios y la articulación
El uso y las propiedades de las plantas medicinales amazónicas han sido estudiadas por científicos occidentales. El ayahuasca ha sido la planta objeto de mayor investigación científica, aunque existen varios estudios sobre la etnobotánica, la psicofarmacología de varias plantas medicinales amazónicas y las prácticas etnomedicinales. Sus usos en el campo de trastornos por bulimia o problemas de drogodependencia han sido bien estudiados y parecen ofrecer una alternativa a los tratamientos psiquiátricos convencionales. En palabras de la investigadora suiza Berlowitz:

El conocimiento de los expertos practicantes dentro de estos sistemas es fundamental para documentar de manera sensible las prácticas, pero igualmente importante es aplicar métodos empíricos adecuados para investigar y establecer la validez médica desde una perspectiva occidental. A pesar de los numerosos desafíos que persisten, los estudios presentados aquí abordaron ambos aspectos e ilustraron un marco de investigación destinado a superar algunas de estas dificultades, resaltando la importancia de un enfoque culturalmente inclusivo y transdisciplinario que incorpore la perspectiva de las medicinas tradicionales en el estudio científico de las terapias psicodélicas.
Berlowitz, I.

## Desafíos y controversias
La amenaza a la preservación de la medicina ancestral amazónica derivada principalmente del turismo de ayahuasca es un desafío importante en la actualidad. La popularización y descontextualización de la medicina amazónica ha creado problemas entre los pueblos indígenas, los cuales se enfrentan a un interés legítimo de occidentales por sus medicinas y saberes ancestrales a la par que tienen que lidiar con organizaciones y personas que simplemente persiguen un fin lucrativo y ponen en peligro la salud de los usuarios de dichas medicinas, apropiándose de ellas. Algunos investigadores advierten de los riesgos asociados al uso de la medicina ancestral amazónica, no tanto por las implicaciones culturales, sino por su uso fuera de un contexto tradicional y ritualizado que permite manejar y modular las experiencias y los estados de conciencia asociados al uso de plantas psicoactivas y de las plantas maestras. En este contexto, algunos autores advocan por un marco integrativoy la coproducción horizontal y transdisciplinaria de estos saberes ancestrales ligados a la medicina amazónica.